# Рамунчо
„Рамунчо“ (на френски: Ramuntcho) е роман на френския писател Пиер Лоти. Издаден e за първи път през 1897 г. и печели голяма популярност. Това е едно от най-успешните произведения на автора. 

## Сюжет
Внимание:  Текстът по-долу разкрива сюжета на произведението (или части от него)!
Романът е в две части. Действието се развива в Страната на Баските в края на ХIX век. Рамунчо е шестнадесет-седемнадесетгодишен баски планинец, който живее с майка си, Франкита, в селцето Етшезаз, близо до испанската граница. В младостта си Франкита избягва от Етшезаз с чужденец, в когото е влюбена, но когато връзката се изчерпва, сама си тръгва с малкия Рамунчо и се прибира да живее в къщата на починалите си родители. Младият Рамунчо има успехи като играч на топка и като контрабандист – две занимания, които Лоти описва като характерни за баските и разказва няколко такива епизода. Рамунчо и сестрата на неговия приятел Арохкоа – русокосата Грациоза се обичат от деца, но майка ѝ – Долореса Детшари – е против тяхната връзка, защото осъжда бурното минало на Франкита. Двамата влюбени правят планове за бъдещето и подкрепен от Грациоза, Рамунчо решава да придобие френско поданство. Затова ще се наложи да отбие тригодишна военна служба, която иначе не е задължителна за него, но той няма нищо против.
Получава се писмо от вуйчото на Рамунчо – Игначио, който от години живее в Америка. Той кани племенника си при себе си, което означава, че Рамунчо и Грациоза биха могли да отидат в Америка и да се оженят – нещо за което отдавна мечтаят. Но Рамунчо вече е получил документи за френско поданство и ако не изкара военната си служба, ще бъде беглец. Заминаването в такъв случай би било окончателно, а и двамата влюбени желаят да могат се върнат пак в родната баска земя. След като обсъждат въпроса, двамата решават, че е най-добре Рамунчо все пак да служи войник. В деня на заминаването му Франкита и Долореса разменят остри реплики и майката на Грациоза категорично заявява, че няма да даде дъщеря си за жена на Рамунчо.
Втората част започва със завръщането на Рамунчо три години по-късно. Майка му го очаква с тревога, защото има лоши новини за него. В желанието си да се противопостави на нежелания от нея съюз, Долореса е дала дъщеря си в манастир, макар че преди е отхвърляла предложенията на игуменката. Рамунчо намира майка си остаряла и болна. Скоро след завръщането му тя умира от треска. С подкрепата на своя приятел Арохкоа Рамунчо решава да отвлече Грациоза. Когато обаче успява да се срещне с някогашната си любима, открива, че младата послушница, приела името Мария-Анджелика, е съвсем променена и не би напуснала манастира. Той ще замине за Америка сам и вероятно завинаги скъсвайки с родните места.

## Адаптации
По романа „Рамунчо“ са правени няколко филмови адаптации:
- Ramuntcho (1919) — черно-бял, ням филм (Франция) — в IMDb
- Ramuntcho (1937) – черно-бял филм (Франция) – в IMDb
- Ramuntcho (1959) – цветен (Франция) – в IMDb